# Крокодил Гена
Крокоди́л Ге́на — персонаж книги Эдуарда Успенского «Крокодил Гена и его друзья» (1966) и её продолжений. На экране впервые появился в мультипликационном фильме режиссёра Романа Качанова «Крокодил Гена», созданном по этой книге в 1969 году. Впоследствии вышли ещё три мультфильма Романа Качанова с крокодилом Геной и его друзьями.
Лучший друг и товарищ Чебурашки.

## Описание
Крокодил Гена представляет собой антропоморфного крокодила. Носит красное пальто, белую рубашку, чёрный галстук-бабочку, на голове шляпу, в зубах у него часто торчит курительная трубка (однако в мультфильмах ни разу не показывается, что он ее реально курит, зато один раз Гена использовал свою трубку для пускания мыльных пузырей), любит играть на гармошке и работает в зоопарке крокодилом (то есть экспонатом). Табличка на его рабочем месте гласит: «Африканский крокодил Гена. Возраст пятьдесят лет. Кормить и гладить разрешается».
Крокодил Гена по характеру добрый и отзывчивый. Ведёт борьбу с несправедливостью. В то же время не обладает знаниями в некоторых вопросах быта — например, в мультфильме «Чебурашка» сломал трансформатор в трансформаторной будке, получив при этом электроудар, и оторвал от речного судна якорь, приняв его за металлолом.
Не очень хорошо разбирается в орфографии — в мультфильме «Крокодил Гена», составляя объявление, написал слово «крокодил» с буквой А — «кракодил»; в книге в его объявлении присутствуют ещё несколько ошибок (при первой встрече Галя делает ему замечание по этому поводу). Однако, согласно книге, любит читать серьёзные книги. Дома имеет энциклопедию. Также любит играть в шахматы и лото (в книге — в крестики-нолики).
Работает в зоопарке в первую смену (во вторую смену работает его коллега крокодил Валера). Зав. отделом панцирных Простоквашинского зоопарка, мл. научный сотрудник. Проживал по адресу: Большая Пирожная ул., д. 15, корп. Ы, звонить три с половиной раза. Затем по адресу г. Простоквашинск, Большая Пирожная ул., д. 1, кв. 2, звонить два с половиной раза, тел. 987000.

## Экранизации
Персонаж получил известность после появления в мультфильмах Романа Качанова, составивших тетралогию:
- «Крокодил Гена» (1969)
- «Чебурашка» (1971)
- «Шапокляк» (1974)
- «Чебурашка идёт в школу» (1983)

В этих мультфильмах крокодила Гену озвучивает Василий Ливанов, песни исполняет Владимир Ферапонтов.
В 1990 году Гарри Бардин создал мультфильм «Серый Волк энд Красная Шапочка» по мотивам разных сказок — как русских и зарубежных, так и современных. В этом мультфильме крокодила Гену озвучил сам режиссёр.
Данью уважения международной команды аниматоров мультфильмам Романа Качанова стал полнометражный кукольный мультипликационный фильм «Чебурашка» (2013) японского режиссёра Макото Накамура. Для того, чтобы сохранить дух легендарного советского мультфильма, все куклы и декорации были воссозданы заново: пластика, мимика и голоса героев были воспроизведены с максимальной достоверностью. В русской версии фильма крокодила Гену по очереди озвучили Владимир Ферапонтов и Гарри Бардин.
В 2023 году вышел игровой фильм «Чебурашка», в котором роль Гены исполнил Сергей Гармаш, а в молодости — Артём Быстров. Здесь он не крокодил, работающий живым экспонатом в зоопарке, а человек — пожилой садовник, много лет назад овдовевший и пытающийся восстановить общение со взрослой дочерью и внуком. Чебурашка попадает к нему случайно в результате сильного урагана, и постепенно они становятся лучшими друзьями. В качестве отсылки на книжный оригинал Гена один раз появляется в красном пиджаке и шляпе, как в мультфильмах, а в конце исполняет песню про день рождения из второго мультфильма.

## Книги о крокодиле Гене и его друзьях
- Успенский Э. Н. Бизнес крокодила Гены // Крокодил Гена и его друзья. — Ростов-на-Дону, 1992. — 272 с. — ISBN 5-7507-0873-X
- Успенский Э. Н. Крокодил Гена и грабители.
- Успенский Э. Н. Крокодил Гена и его друзья.
- Успенский Э. Н. Крокодил Гена — лейтенант милиции. — М.: РОСМЭН, 1999. — 76 с.
- Успенский Э. Н. Новый год с Чебурашкой.
- Успенский Э. Н. Отпуск крокодила Гены. — М.: Астрель, АСТ, Малыш, 2006. — 80 с.
- Успенский Э. Н. Похищение Чебурашки.
- Успенский Э. Н. Чебурашка едет в Сочи.
- Успенский Э. Н. Чебурашка уходит в люди.

## Прототип
По словам Эдуарда Успенского, в какой-то степени прототипом (видимо, имеются в виду характер и стиль) крокодила Гены был композитор Ян Френкель. Писатель рассказывал, как в 1983 году, на праздновании 50-летия издательства «Детская литература», поднялся на сцену и сказал: «Дорогие друзья, сейчас я открою вам страшную тайну, с кого был написан крокодил Гена. Он сидит здесь, перед вами». Присутствующие стали всматриваться в членов президиума, пытаясь угадать. А Успенский подождал, пока стихнет смех в зале, и произнёс: «Ян Абрамович, поднимитесь, пожалуйста». Френкель встал и поклонился аудитории.
В интервью, опубликованном в 2020 году в книге «Город мастеров. Беседы по существу», Успенский отметил, что не раз говорил о сходстве между персонажем и его прототипом: «Мы с ним [Я. А. Френкелем] работали вместе одно время, он помог наделить моего крокодила вполне конкретными человеческими качествами вплоть до походки. Кстати, Ян об этом знал и не обижался».

## Шведские Друттен и Гена
В 1970-е годы в Швеции выпускались телесериалы, радиопередачи, грампластинки и журналы комиксов, персонажей которых звали «Друттен» и «крокодил Гена» («Drutten och Gena»). Эти персонажи были созданы по образу привезённых из путешествия в СССР кукол Чебурашки и Гены и внешне совпадали с ними. Однако на этом сходство заканчивается: в Швеции Друттен и Гена пели другие песни и рассказывали другие истории, и жили они не в «одном очень большом городе», а на книжной полке. Поэтому хотя многие шведы зрительно узнают Чебурашку и Гену, они, как правило, не ассоциируют их с советскими мультфильмами и книгами.[значимость факта?]

## Памятники

Крокодил Гена и Чебурашка
(Хабаровские городские пруды)

- В городе Ишимбае установлена скульптурная композиция «Крокодил Гена и Чебурашка»[5].
- В городе Харькове, на Журавлёвке, на улице Строительной, установлен памятник крокодилу Гене.
- В городе Раменское, на пересечении улиц Гурьева и Михалевича, установлена скульптурная композиция, включающая в себя бронзовые статуи крокодила Гены, Чебурашки, Шапокляк и её крыски Лариски. Автор скульптур: Олег Ершов[6].

## Нумизматика
24 ноября 2020 года Банк России выпустил в обращение памятные монеты «Крокодил Гена» серии «Российская (советская) мультипликация» серебряную номиналом 3 рубля и из недрагоценных металлов номиналом 25 рублей (в том числе с цветным покрытием)